# Xian de Dacheng
Pour les articles homonymes, voir Dacheng.
Le xian de Dacheng (大城县 ; pinyin : Dàchéng Xiàn) est un district administratif de la province du Hebei en Chine. Il est placé sous la juridiction de la ville-préfecture de Langfang.

## Démographie
La population du district était de 440 242 habitants en 1999.